# Pontpertusat
Pontpertusat (occità Pompertuzat) és un municipi francès, situat al departament de l'Alta Garona i a la regió d'Occitània.